# Juniperus foetidissima
Juniperus foetidissima är en cypressväxtart som beskrevs av Carl Ludwig von Willdenow. Juniperus foetidissima ingår i släktet enar, och familjen cypressväxter. IUCN kategoriserar arten globalt som livskraftig. Inga underarter finns listade i Catalogue of Life.

## Bildgalleri

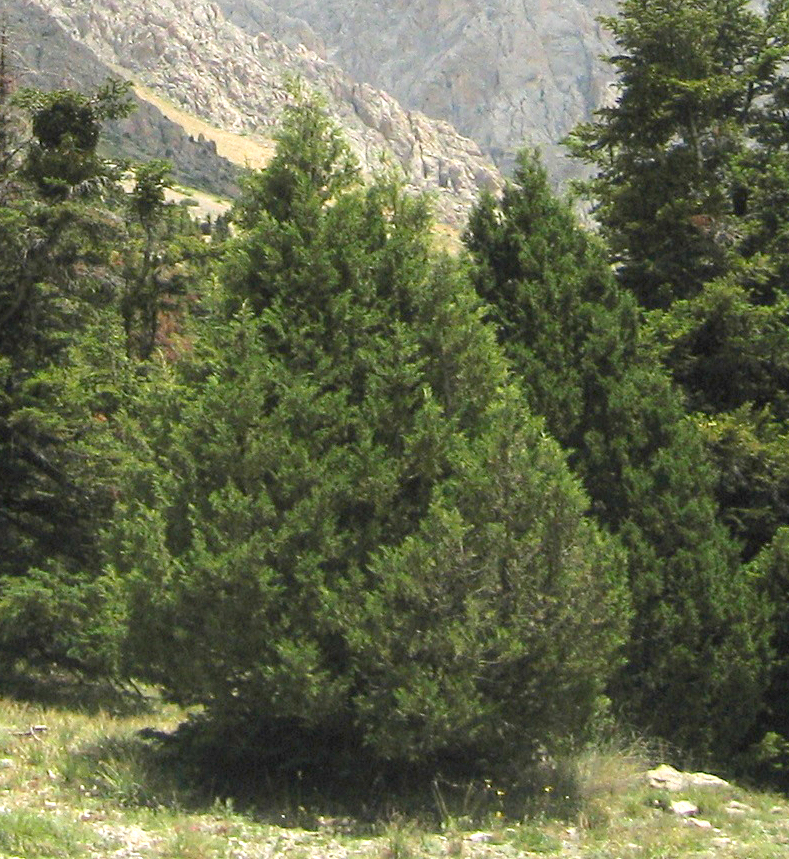
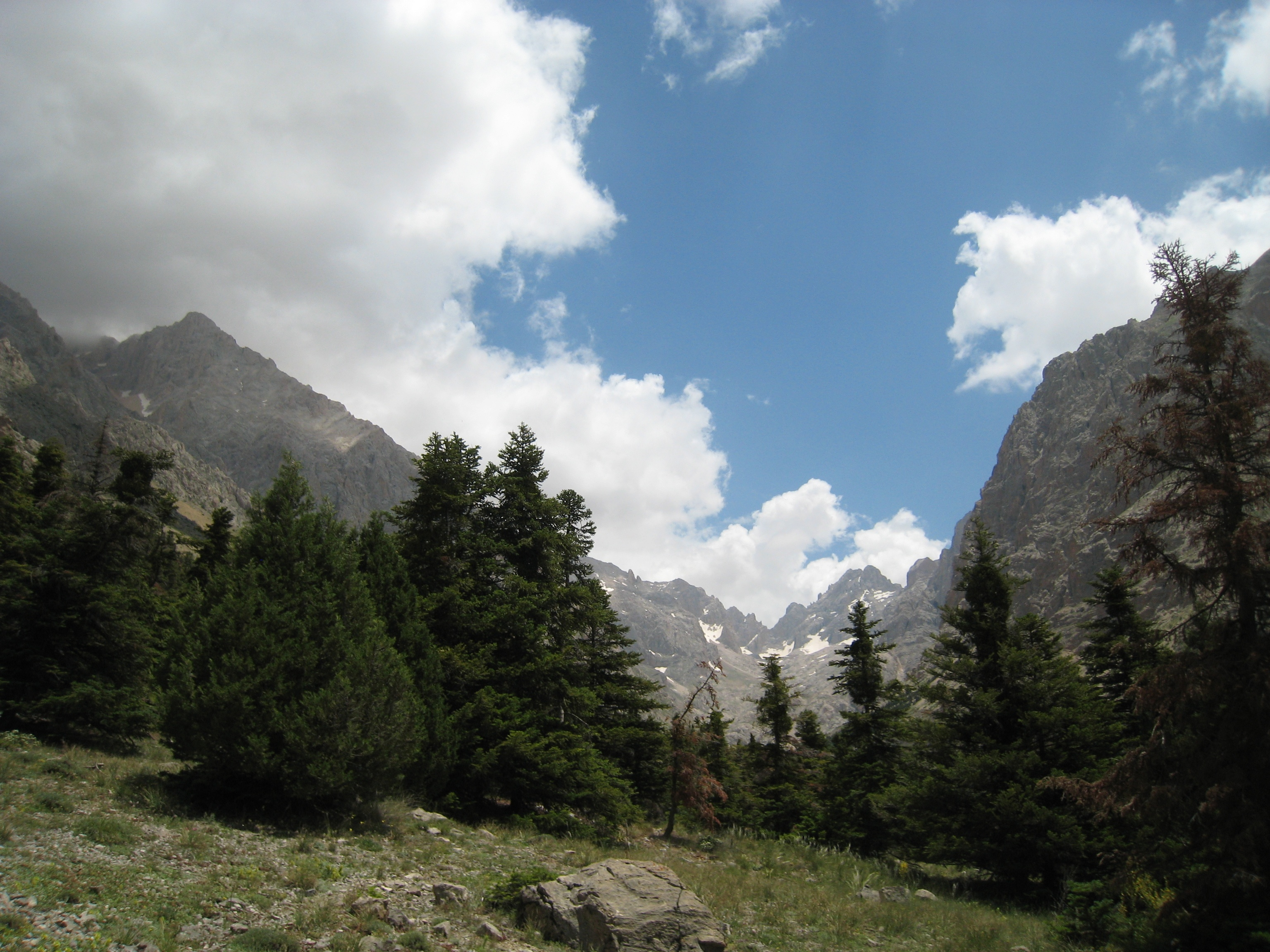
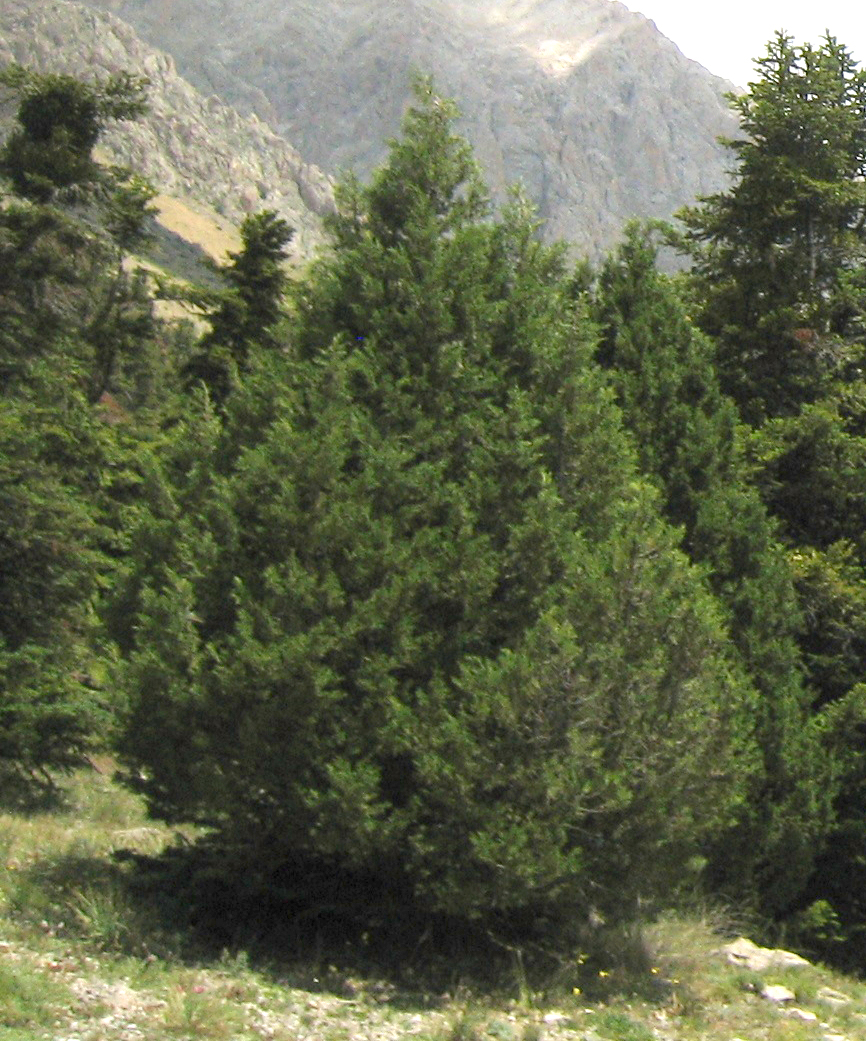